# Jean-François-Joseph de Rochechouart
 (juillet 2024).
Si vous disposez d'ouvrages ou d'articles de référence ou si vous connaissez des sites web de qualité traitant du thème abordé ici, merci de compléter l'article en donnant les références utiles à sa vérifiabilité et en les liant à la section « Notes et références ».
Jean-François-Joseph de Rochechouart, dit le cardinal de Rochechouart (1708-1777), est un ecclésiastique français du XVIIIe siècle.

## Biographie

### Prêtre
Fils de Charles de Rochechouart et Françoise de Montesquieu, Jean-François de Rochechouart est né le 28 janvier 1708.
Après avoir étudié au séminaire à Saint-Sulpice et à l'université de La Sorbonne, il fut nommé en 1724 prieur de Saint-Étienne de Castillon dans le diocèse de Carcassonne, et ordonné prêtre en 1732. Il reçoit alors en commende l'abbaye Saint-Serge d'Angers. Vicaire général de Nicolas de Saulx-Tavannes, archevêque de Rouen dès 1734. À ce titre il accompagna à Rome le cardinal de Saulx-Tavannes pour l'élection de Benoît XIV le 17 août 1740.[réf. nécessaire]

### Évêque de Laon
À son retour, il refusa l'évêché de Dijon, et fut sacré le 15 octobre 1741 évêque-duc de Laon au château de Gaillon (Eure), par le cardinal dont il était le vicaire général, assisté en particulier de Pierre-Jules-César de Rochechouart (évêque d'Évreux). À ce titre, il devint le second pair ecclésiastique du royaume.
Succédant à Étienne-Joseph de La Fare qui avait été très actif dans la lutte anti-janséniste et avait entretenu un climat de lutte contre les philosophes et les parlements, Jean-François-Joseph de Rochechouart eut à cœur de pacifier son diocèse autant par son tempérament mesuré que par conviction, se préoccupant davantage de la question sociale[réf. nécessaire]. C'est ainsi qu'il lança de grands travaux pour fournir du travail aux artisans (cathédrale et églises du diocèse, château d'Anizy-le-Château dans l'Aisne).
Il était également abbé commendataire des abbayes de la Madeleine de Châteaudun, de Saint-Remi-de-Reims, de Signy-l'abbaye (Ardennes), de l'abbaye Saint-Ouen de Rouen.
Très proche du Saint-Père[réf. nécessaire], il fut nommé par Louis XV ambassadeur à Rome auprès de Benoît XIV. Puis le roi le chargea d'une mission auprès du pape Clément XIII dont il avait favorisé l'élection. Il s'agissait de l'affaire de la compagnie de Jésus qui fut définitivement supprimée.

### Cardinal
En 1756, Jean-François de Rochechouart fut proposé au cardinalat par le roi de Pologne, électeur de Saxe, et confirmé par le pape au titre de Saint-Eusèbe lors du consistoire du 23 novembre 1761.
En 1757, il devint grand-aumônier de la reine Marie Leszczyńska. En 1762, le cardinal fut fait commandeur des ordres du roi et le duc de Choiseul lui fit obtenir l'ordre du Saint-Esprit. Fait exceptionnel, avec lui trois frères en furent gratifiés, contrairement à la règle, à laquelle il échappa en tant qu'ecclésiastique[réf. nécessaire].
Revenu à la Cour, il assista à la mort de la reine, du dauphin et de son épouse. Le 11 juin 1775, il assista à Reims au sacre de Louis XVI, en qualité de pair du royaume; ce jour-là, il alla avec l'évêque de Beauvais chercher le roi pour le conduire à la cathédrale. Ses contemporains ont loué ses qualités d'esprit et de cœur, sa charité ainsi que son désintéressement. Plein de probité, le cardinal gouverna son diocèse avec modération et refusa plusieurs archevêchés pour ne pas quitter Laon où il ramena le calme[réf. nécessaire], alors que l'administration de son prédécesseur fut profondément troublée par des querelles de jansénisme. Il mourut à Paris le 20 mars 1777.

## Succession apostolique
Jean-François-Joseph de Rochechouart a ordonné les évêques suivants :
- Évêque Charles-Bernard Collin de Contrisson (1775)

## Bibliographie

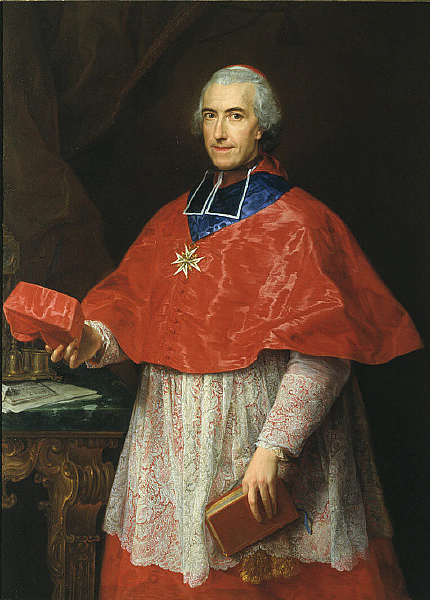
Portrait du cardinal Jean-François Joseph de Rochechouart par Pompeo Batoni.